# Jan Raas

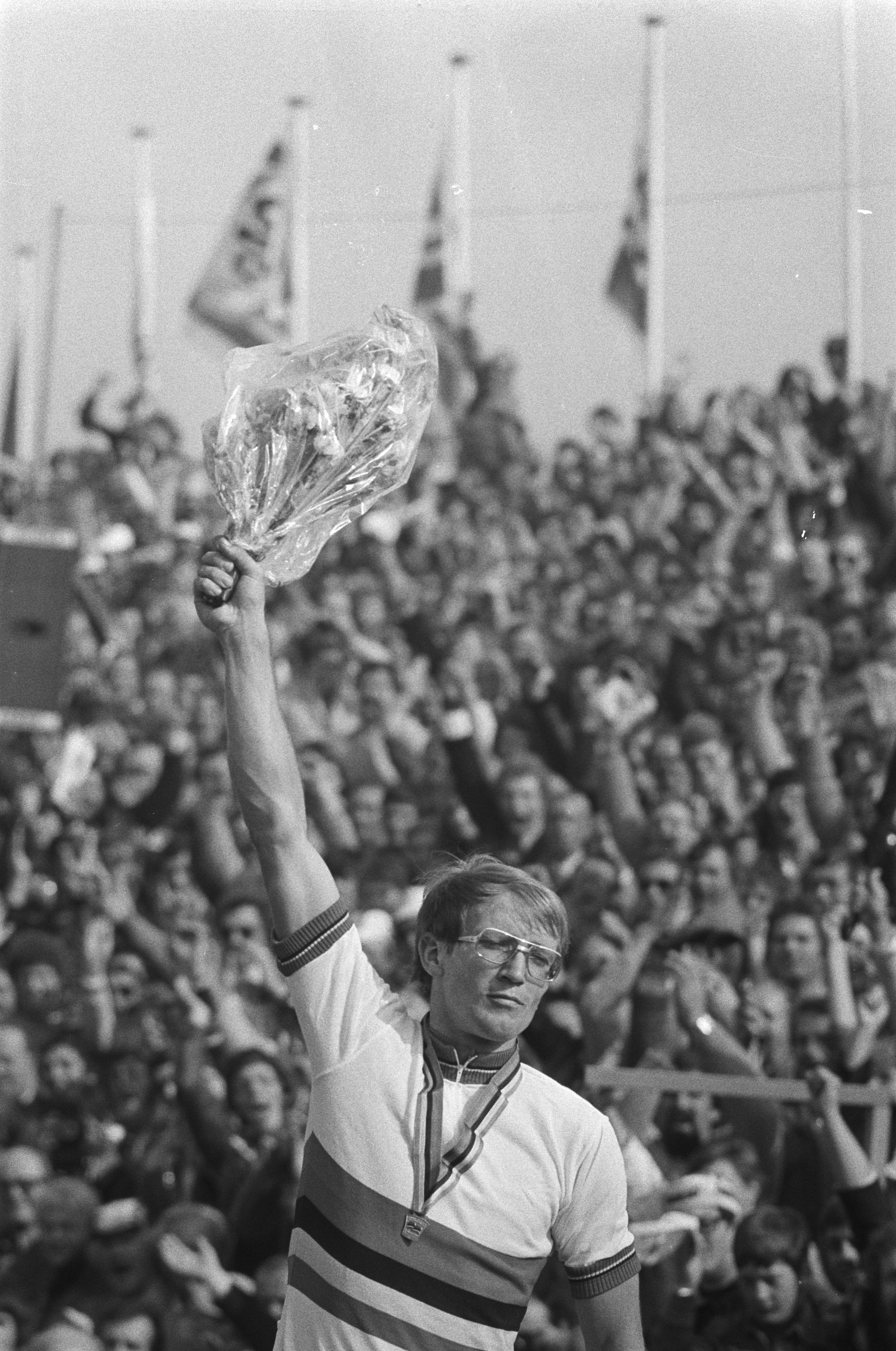
Jan Raas, Weltmeister 1979

Jan Raas (* 8. November 1952 in Heinkenszand, heute Ortsteil von Borsele, Niederlande) ist ein ehemaliger niederländischer Radrennfahrer. Er war einer der großen Sprintstars der 1970er Jahre im Straßenradsport.

## Karriere
Als Amateur gewann er 1974 im Milk Race die Bergwertung.
Raas begann seine Karriere als Profi 1975 beim berühmten TI-Raleigh-Team und beendete sie 1985 nach 115 Siegen. Sein größter Erfolg war der Gewinn der Straßenradweltmeisterschaft im heimischen Valkenburg, wo er 1979 vor 200.000 Zuschauern im Sprint gegen den deutschen Profi Dietrich Thurau gewann.
1984 stürzte Jan Raas beim Frühjahrsklassiker Mailand–Sanremo schwer und zog sich erhebliche Verletzungen am Rücken und an inneren Organen zu. Zwar gelang ihm einige Monate später noch der Gewinn der neunten Etappe bei der Tour de France, doch konnte er sein gewohntes Niveau nie wieder erreichen. Raas beendete daher am 28. Mai 1985 seine Karriere.
Nach seiner aktiven Laufbahn wurde Jan Raas sportlicher Direktor des Teams Kwantum, welches er nach einigen Sponsorenwechseln schließlich zum erfolgreichen Team Rabobank formte. 2003 schied er als sportlicher Direktor bei Rabobank aus.
In Zeeland ist die 101 Kilometer lange Radweg Jan Raas route nach ihm benannt, sie führt von Vlissingen nach Borssele.

## Größte Erfolge
- 1976, 1983 und 1984 – Niederländischer Meister
- 1977, 1978, 1979, 1980 und 1982 – Amstel Gold Race
- 1977 – Mailand–Sanremo
- 1979, 1983 – Flandern-Rundfahrt
- 1979 – Straßenweltmeister
- 1981 – Gent–Wevelgem
- 1981 – Omloop Het Volk
- 1981 – Étoile de Bessèges
- 1982 – Paris–Roubaix
- 10 Etappen Tour de France